# All England 1998
Die All England 1998 im Badminton fanden vom 9. bis 14. März in Birmingham statt. Sie waren die 88. Auflage dieser Veranstaltung. Das Preisgeld betrug 125.000 US-Dollar und die Veranstaltung hatte damit vier Sterne in der Grand-Prix-Wertung.

## Austragungsort
- National Indoor Arena

## Sieger und Platzierte
| Disziplin    | Gold                       | Silber                      | Bronze                              |
| ------------ | -------------------------- | --------------------------- | ----------------------------------- |
| Herreneinzel | Sun Jun                    | Ong Ewe Hock                | Hendrawan                           |
| Herreneinzel | Sun Jun                    | Ong Ewe Hock                | Luo Yigang                          |
| Dameneinzel  | Ye Zhaoying                | Zhang Ning                  | Gong Zhichao                        |
| Dameneinzel  | Ye Zhaoying                | Zhang Ning                  | Camilla Martin                      |
| Herrendoppel | Lee Dong-soo Yoo Yong-sung | Tony Gunawan Candra Wijaya  | Ricky Subagja Rexy Mainaky          |
| Herrendoppel | Lee Dong-soo Yoo Yong-sung | Tony Gunawan Candra Wijaya  | Choong Tan Fook Lee Wan Wah         |
| Damendoppel  | Ge Fei Gu Jun              | Jang Hye-ock Ra Kyung-min   | Qin Yiyuan Tang Yongshu             |
| Damendoppel  | Ge Fei Gu Jun              | Jang Hye-ock Ra Kyung-min   | Eliza Nathanael Zelin Resiana       |
| Mixed        | Kim Dong-moon Ra Kyung-min | Michael Søgaard Rikke Olsen | Tri Kusharyanto Minarti Timur       |
| Mixed        | Kim Dong-moon Ra Kyung-min | Michael Søgaard Rikke Olsen | Jon Holst-Christensen Ann Jørgensen |

## Finalresultate
| Disziplin    | Sieger                     | Finalist                    | Ergebnis          |
| ------------ | -------------------------- | --------------------------- | ----------------- |
| Herreneinzel | Sun Jun                    | Ong Ewe Hock                | 15–1, 15–7        |
| Dameneinzel  | Ye Zhaoying                | Zhang Ning                  | 11–5, 11–8        |
| Herrendoppel | Lee Dong-soo Yoo Yong-sung | Tony Gunawan Candra Wijaya  | 15–10, 15–10      |
| Damendoppel  | Ge Fei Gu Jun              | Jang Hye-ock Ra Kyung-min   | 15–7, 15–7        |
| Mixed        | Kim Dong-moon Ra Kyung-min | Michael Søgaard Rikke Olsen | 15–2, 11–15, 15–5 |

## Herreneinzel

### Qualifikation 1. Runde
- Manfred Tripp –  Wilfried Vranken: 14-17 / 15-8 / 15-12
- Patrick Ejlerskov –  Orri Orn Arnason: 15-7 / 15-4
- Aqueel Bhatti –  Allan Garde: 15-3 / 15-7
- Sachin Ratti –  Steve Bish: 15-5 / 15-1
- Abhinn Shyam Gupta –  Alexander Book: 15-3 / 15-1
- Carl Fenton –  Phillip Garde: 15-11 / 15-4
- Joachim Fischer Nielsen –  Wong Nam Wah: 15-1 / 15-3
- Broddi Kristjánsson –  Paul Hinder: 13-15 / 15-5 / 15-6
- Yau Tsz Yuk –  Luke Winstanley: 15-3 / 15-4
- Matthew Hughes –  Lee Clapham: 15-8 / 17-15
- Jim Mailer –  Ben Williams: 15-6 / 17-15
- Nikhil Kanetkar –  Jesper Mikla: 15-6 / 15-11
- Liu Kwok Wa –  Etienne Thobois: 15-1 / 15-11
- Matthew Shuker –  Indridi Bjornsson: 15-3 / 15-2

### Qualifikation 2. Runde
- Seiichi Watanabe –  Paulo von Scala: 15-1 / 15-0
- Tadashi Ohtsuka –  Manfred Tripp: 15-7 / 15-1
- Patrick Ejlerskov –  Tam Lok Tin: 15-13 / 18-14
- Njörður Ludvigsson –  Aqueel Bhatti: 15-11 / 17-18 / 15-7
- Sachin Ratti –  Yuzo Kubota: 15-10 / 15-4
- David Gilmour –  Ulrik Nørgaard: 15-12 / 6-15 / 15-3
- Abhinn Shyam Gupta –  Sveinn Sölvason: 7-15 / 15-6 / 15-9
- Ahn Jae-chang –  Carl Fenton: 15-2 / 15-4
- Joachim Fischer Nielsen –  Nabil Lasmari: 15-4 / 15-8
- Kasper Fangel –  Broddi Kristjánsson: 10-7 ret.
- Yau Tsz Yuk –  Craig Robertson: 15-3 / 11-15 / 15-12
- Matthew Hughes –  Ástvaldur Heiðarsson: 15-4 / 15-10
- Nikhil Kanetkar –  Jim Mailer: 15-6 / 15-6
- Liu Kwok Wa –  Matthew Shuker: 15-8 / 15-7
- Kasper Ødum –  Seiichi Watanabe: 15-9 / 15-7

### 1. Runde
- Peter Gade –  Zhu Feng: 15-8 / 10-15 / 15-10
- Fung Permadi –  Chris Davies: 15-6 / 15-1
- Ong Ewe Hock –  Pontus Jäntti: 15-9 / 15-8
- Abhinn Shyam Gupta –  Robert Nock: 15-17 / 15-1 / 15-1
- Heryanto Arbi –  Steffan Pandya: 15-8 / 15-3
- Jason Wong –  Fumihiko Machida: 15-6 / 15-6
- Chen Gang –  Ahn Jae-chang: 15-8 / 7-3 ret.
- Anders Boesen –  Nikhil Kanetkar: 17-14 / 15-8
- Thomas Søgaard –  Tryggvi Nielsen: 17-16 / 15-5
- Ismail Saman –  Sydney Lengagne: 15-4 / 15-7
- Hendrawan –  Richard Doling: 11-15 / 15-10 / 15-6
- Peter Janum –  Tjitte Weistra: 4-15 / 15-4 / 15-2
- Shinji Ohta –  Mike Beres: 18-14 / 15-6
- Jeroen van Dijk –  Geraint Lewis: 15-8 / 15-8
- Ardy Wiranata –  Keita Masuda: 10-15 / 15-13 / 15-0
- Roslin Hashim –  Colin Haughton: 15-13 / 10-15 / 15-7
- Mark Constable –  Kenneth Jonassen: 15-8 / 15-13
- Rashid Sidek –  Stanislav Pukhov : 15-6 / 15-0
- Niels Christian Kaldau –  Liu Kwok Wa: 15-11 / 17-14
- Luo Yigang –  Tadashi Ohtsuka: 15-2 / 15-9
- Chen Hong –  Søren Hansen: 15-3 / 15-4
- Indra Wijaya –  Bruce Flockhart: 15-8 / 15-7
- Ruud Kuijten –  Wong Ewee Mun: 17-14 / 18-15
- Poul-Erik Høyer Larsen –  Thomas Johansson: 15-13 / 15-9
- Konstantin Tatranov –  Jim Ronny Andersen: 6-15 / 15-12 / 18-15
- Yong Hock Kin –  Martin Lundgaard Hansen: 11-15 / 18-15 / 15-4
- Kasper Fangel –  Joris van Soerland: 15-9 / 15-7
- Pullela Gopichand –  Budi Santoso: 15-10 / 12-15 / 15-10
- Darren Hall –  Sachin Ratti: 15-12 / 15-4
- Wong Choong Hann –  Antti Viitikko: 15-5 / 15-12
- Dicky Palyama –  John Leung: 15-3 / 15-10
- Sun Jun  –  Tam Kai Chuen: 15-1 / 15-2

### Sektion 1
|  | 2. Runde | 2. Runde               | 2. Runde | 2. Runde | 2. Runde |  |  | Achtelfinale | Achtelfinale           | Achtelfinale | Achtelfinale | Achtelfinale |  |  | Viertelfinale | Viertelfinale | Viertelfinale | Viertelfinale | Viertelfinale |  |  | Halbfinale | Halbfinale | Halbfinale | Halbfinale | Halbfinale |
|  |          |                        |          |          |          |  |  |              |                        |              |              |              |  |  |               |               |               |               |               |  |  |            |            |            |            |            |
|  |          | Sun Jun                | 15       | 15       |          |  |  |              |                        |              |              |              |  |  |               |               |               |               |               |  |  |            |            |            |            |            |
|  |          | Dicky Palyama          | 3        | 5        |          |  |  |              | Sun Jun                | 15           | 15           |              |  |  |               |               |               |               |               |  |  |            |            |            |            |            |
|  |          | Wong Choong Hann       | 15       | 15       |          |  |  |              | Wong Choong Hann       | 2            | 8            |              |  |  |               |               |               |               |               |  |  |            |            |            |            |            |
|  |          | Darren Hall            | 11       | 1        |          |  |  |              |                        |              |              |              |  |  | Sun Jun       | 15            | 15            |               |               |  |  |            |            |            |            |            |
|  |          | Yong Hock Kin          | 15       | 15       |          |  |  |              |                        |              |              |              |  |  | Yong Hock Kin | 4             | 2             |               |               |  |  |            |            |            |            |            |
|  |          | Konstantin Tatranov    | 4        | 1        |          |  |  |              | Yong Hock Kin          | 15           | 15           |              |  |  |               |               |               |               |               |  |  |            |            |            |            |            |
|  |          | Pullela Gopichand      | 15       | 15       |          |  |  |              | Pullela Gopichand      | 8            | 5            |              |  |  |               |               |               |               |               |  |  |            |            |            |            |            |
|  |          | Kasper Fangel          | 4        | 1        |          |  |  |              |                        |              |              |              |  |  | Sun Jun       | 15            | 15            |               |               |  |  |            |            |            |            |            |
|  |          | Luo Yigang             | 10       | 15       | 15       |  |  |              |                        |              |              |              |  |  | Luo Yigang    | 5             | 2             |               |               |  |  |            |            |            |            |            |
|  |          | Niels Christian Kaldau | 15       | 5        | 1        |  |  |              | Luo Yigang             | 15           | 15           |              |  |  |               |               |               |               |               |  |  |            |            |            |            |            |
|  |          | Rashid Sidek           | 15       | 15       |          |  |  |              | Rashid Sidek           | 3            | 5            |              |  |  |               |               |               |               |               |  |  |            |            |            |            |            |
|  |          | Mark Constable         | 7        | 3        |          |  |  |              |                        |              |              |              |  |  | Luo Yigang    | 15            | 15            |               |               |  |  |            |            |            |            |            |
|  |          | Chen Hong              | 15       | 15       |          |  |  |              |                        |              |              |              |  |  | Chen Hong     | 2             | 5             |               |               |  |  |            |            |            |            |            |
|  |          | Indra Wijaya           | 7        | 13       |          |  |  |              | Chen Hong              | 15           | 15           |              |  |  |               |               |               |               |               |  |  |            |            |            |            |            |
|  |          | Poul-Erik Høyer Larsen | 15       | 15       |          |  |  |              | Poul-Erik Høyer Larsen | 10           | 7            |              |  |  |               |               |               |               |               |  |  |            |            |            |            |            |
|  |          | Ruud Kuijten           | 4        | 7        |          |  |  |              |                        |              |              |              |  |  |               |               |               |               |               |  |  |            |            |            |            |            |

### Sektion 2
|  | 2. Runde | 2. Runde           | 2. Runde | 2. Runde | 2. Runde |  |  | Achtelfinale | Achtelfinale    | Achtelfinale | Achtelfinale | Achtelfinale |  |  | Viertelfinale   | Viertelfinale | Viertelfinale | Viertelfinale | Viertelfinale |  |  | Halbfinale | Halbfinale | Halbfinale | Halbfinale | Halbfinale |
|  |          |                    |          |          |          |  |  |              |                 |              |              |              |  |  |                 |               |               |               |               |  |  |            |            |            |            |            |
|  |          | Ong Ewe Hock       | 15       | 15       |          |  |  |              |                 |              |              |              |  |  |                 |               |               |               |               |  |  |            |            |            |            |            |
|  |          | Abhinn Shyam Gupta | 4        | 4        |          |  |  |              | Ong Ewe Hock    | 8            | 15           | 15           |  |  |                 |               |               |               |               |  |  |            |            |            |            |            |
|  |          | Peter Gade         | 15       | 15       |          |  |  |              | Peter Gade      | 15           | 8            | 9            |  |  |                 |               |               |               |               |  |  |            |            |            |            |            |
|  |          | Fung Permadi       | 5        | 13       |          |  |  |              |                 |              |              |              |  |  | Ong Ewe Hock    | 17            | 15            |               |               |  |  |            |            |            |            |            |
|  |          | Heryanto Arbi      | 15       | 15       |          |  |  |              |                 |              |              |              |  |  | Heryanto Arbi   | 15            | 6             |               |               |  |  |            |            |            |            |            |
|  |          | Jason Wong         | 3        | 2        |          |  |  |              | Heryanto Arbi   | 17           | 15           |              |  |  |                 |               |               |               |               |  |  |            |            |            |            |            |
|  |          | Chen Gang          | 8        | 15       | 15       |  |  |              | Chen Gang       | 14           | 11           |              |  |  |                 |               |               |               |               |  |  |            |            |            |            |            |
|  |          | Anders Boesen      | 15       | 8        | 3        |  |  |              |                 |              |              |              |  |  | Ong Ewe Hock    | 13            | 15            | 15            |               |  |  |            |            |            |            |            |
|  |          | Hendrawan          | 15       | 15       | 18       |  |  |              |                 |              |              |              |  |  | Hendrawan       | 15            | 5             | 6             |               |  |  |            |            |            |            |            |
|  |          | Peter Janum        | 17       | 5        | 15       |  |  |              | Hendrawan       | 10           | 15           | 15           |  |  |                 |               |               |               |               |  |  |            |            |            |            |            |
|  |          | Saman Ismail       | 15       | 15       |          |  |  |              | Saman Ismail    | 15           | 6            | 2            |  |  |                 |               |               |               |               |  |  |            |            |            |            |            |
|  |          | Thomas Søgaard     | 5        | 7        |          |  |  |              |                 |              |              |              |  |  | Hendrawan       | w/o           |               |               |               |  |  |            |            |            |            |            |
|  |          | Jeroen van Dijk    | 15       | 18       |          |  |  |              |                 |              |              |              |  |  | Jeroen van Dijk | scr           |               |               |               |  |  |            |            |            |            |            |
|  |          | Shinji Ohta        | 5        | 13       |          |  |  |              | Jeroen van Dijk | 15           | 12           | 14           |  |  |                 |               |               |               |               |  |  |            |            |            |            |            |
|  |          | Ardy Wiranata      | 11       | 15       | 15       |  |  |              | Ardy Wiranata   | 10           | 15           | 13           |  |  |                 |               |               |               |               |  |  |            |            |            |            |            |
|  |          | Roslin Hashim      | 15       | 11       | 7        |  |  |              |                 |              |              |              |  |  |                 |               |               |               |               |  |  |            |            |            |            |            |

## Dameneinzel

### Qualifikation 1. Runde
- Kirsteen McEwan –  Birna Gudbjartsdottir: 11-1 / 11-0
- Olof Olafsdottir –  Cristina Nakano: 11-7 / 10-12 / 11-3
- Lin Chiu-yin –  Gail Osborne: 11-4 / 11-1
- Sheree Jefferson –  Paula Harrison: 11-2 / 11-2
- Manjusha Kanwar –  Mallory Gosset: 11-0 / 11-2
- Jill Pittard –  Brynja Pétursdóttir: 11-6 / 12-10
- Neelima Chowdary –  Chien Yu-chin: 12-9 / 2-11 / 11-6
- Anna Khomenko –  Alison Reed: 11-1 / 6-11 / 11-1
- Line Molander –  Elizabeth Riordan: 11-6 / 8-11 / 11-5
- Lilas Lefort –  Anna Lilja Sigurdardottir: 11-0 / 11-0
- Katie Howell –  Aslaug Hinriksdottir: 11-3 / 11-8
- Saori Itoh –  Sarah Hardaker: 11-4 / 11-2
- Irina Yakusheva –  Pooja Parikh: 11-7 / 6-11 / 11-6

### Qualifikation 2. Runde
- Chihiro Ohsaka –  Kirsteen McEwan: 3-11 / 11-2 / 11-5
- Lin Chiu-yin –  Olof Olafsdottir: 11-3 / 11-2
- Chen Yueh-ying –  Sheree Jefferson: 11-8 / 11-8
- Manjusha Kanwar –  Jill Pittard: 11-8 / 11-6
- Neelima Chowdary –  Anna Khomenko: 11-8 / 11-6
- Line Molander –  Lilas Lefort: 11-7 / 11-7
- Jaw Hua-ching –  Katie Howell: 11-1 / 11-3
- Saori Itoh –  Irina Yakusheva: 7-11 / 11-3 / 11-0

### 1. Runde
- Kelly Morgan –  Tracey Hallam: 11-6 / 11-8
- Law Pei Pei –  Zarinah Abdullah: 6-11 / 11-3 / 11-6
- Takako Ida –  Brenda Beenhakker: 11-2 / 11-5
- Kara Solmundson –  Christina Sørensen: 7-11 / 11-0 / 11-8
- Zhang Ning –  Manjusha Kanwar: 11-1 / 11-3
- Anu Nieminen –  Pernille Harder: 11-6 / 11-7
- Aparna Popat –  Julia Mann: 11-5 / 3-11 / 11-8
- Mette Pedersen –  Gillian Martin: 11-1 / 11-1
- Meiluawati –  Zeng Yaqiong: 12-11 / 11-5
- Miho Tanaka –  Judith Meulendijks: 11-6 / 11-5
- Neelima Chowdary –  Rebecca Pantaney: 12-10 / 11-0
- Rhona Robertson –  Denyse Julien: 6-11 / 11-6 / 12-11
- Yasuko Mizui –  Joanne Muggeridge: 11-7 / 11-3
- Anne Søndergaard –  Margit Borg: 8-11 / 12-11 / 12-10
- Lee Joo Hyun –  Justine Willmott: 11-0 / 11-1
- Saori Itoh –  Lee Yin Yin: 12-9 / 11-4

### Sektion 1
|  | 2. Runde | 2. Runde         | 2. Runde | 2. Runde | 2. Runde |  |  | Achtelfinale | Achtelfinale    | Achtelfinale | Achtelfinale | Achtelfinale |  |  | Viertelfinale  | Viertelfinale | Viertelfinale | Viertelfinale | Viertelfinale |  |  | Halbfinale | Halbfinale | Halbfinale | Halbfinale | Halbfinale |
|  |          |                  |          |          |          |  |  |              |                 |              |              |              |  |  |                |               |               |               |               |  |  |            |            |            |            |            |
|  |          | Ye Zhaoying      | 11       | 11       |          |  |  |              |                 |              |              |              |  |  |                |               |               |               |               |  |  |            |            |            |            |            |
|  |          | Ella Karachkova  | 3        | 8        |          |  |  |              | Ye Zhaoying     | 11           | 11           |              |  |  |                |               |               |               |               |  |  |            |            |            |            |            |
|  |          | Lee Joo-hyun     | 7        | 11       | 11       |  |  |              | Lee Joo-hyun    | 3            | 6            |              |  |  |                |               |               |               |               |  |  |            |            |            |            |            |
|  |          | Saori Itoh       | 11       | 6        | 2        |  |  |              |                 |              |              |              |  |  | Ye Zhaoying    | 11            | 11            |               |               |  |  |            |            |            |            |            |
|  |          | Yasuko Mizui     | 11       | 11       |          |  |  |              |                 |              |              |              |  |  | Mia Audina     | 5             | 8             |               |               |  |  |            |            |            |            |            |
|  |          | Anne Søndergaard | 0        | 5        |          |  |  |              | Yasuko Mizui    | 8            | 4            |              |  |  |                |               |               |               |               |  |  |            |            |            |            |            |
|  |          | Mia Audina       | 11       | 11       |          |  |  |              | Mia Audina      | 11           | 11           |              |  |  |                |               |               |               |               |  |  |            |            |            |            |            |
|  |          | Chihiro Ohsaka   | 4        | 1        |          |  |  |              |                 |              |              |              |  |  | Ye Zhaoying    | 4             | 11            | 11            |               |  |  |            |            |            |            |            |
|  |          | Camilla Martin   | 11       | 11       |          |  |  |              |                 |              |              |              |  |  | Camilla Martin | 11            | 8             | 3             |               |  |  |            |            |            |            |            |
|  |          | Sandra Watt      | 1        | 1        |          |  |  |              | Camilla Martin  | 11           | 11           |              |  |  |                |               |               |               |               |  |  |            |            |            |            |            |
|  |          | Meiluawati       | 11       | 11       |          |  |  |              | Meiluawati      | 2            | 4            |              |  |  |                |               |               |               |               |  |  |            |            |            |            |            |
|  |          | Miho Tanaka      | 4        | 3        |          |  |  |              |                 |              |              |              |  |  | Camilla Martin | 11            | 11            |               |               |  |  |            |            |            |            |            |
|  |          | Wang Chen        | 11       | 11       |          |  |  |              |                 |              |              |              |  |  | Wang Chen      | 3             | 9             |               |               |  |  |            |            |            |            |            |
|  |          | Tine Rasmussen   | 6        | 8        |          |  |  |              | Wang Chen       | 11           | 11           |              |  |  |                |               |               |               |               |  |  |            |            |            |            |            |
|  |          | Rhona Robertson  | 11       | 11       |          |  |  |              | Rhona Robertson | 6            | 5            |              |  |  |                |               |               |               |               |  |  |            |            |            |            |            |
|  |          | Neelima Chowdary | 4        | 1        |          |  |  |              |                 |              |              |              |  |  |                |               |               |               |               |  |  |            |            |            |            |            |

### Sektion 2
|  | 2. Runde | 2. Runde        | 2. Runde | 2. Runde | 2. Runde |  |  | Achtelfinale | Achtelfinale   | Achtelfinale | Achtelfinale | Achtelfinale |  |  | Viertelfinale | Viertelfinale | Viertelfinale | Viertelfinale | Viertelfinale |  |  | Halbfinale | Halbfinale | Halbfinale | Halbfinale | Halbfinale |
|  |          |                 |          |          |          |  |  |              |                |              |              |              |  |  |               |               |               |               |               |  |  |            |            |            |            |            |
|  |          | Zhang Ning      | 11       | 11       |          |  |  |              |                |              |              |              |  |  |               |               |               |               |               |  |  |            |            |            |            |            |
|  |          | Anu Weckström   | 0        | 1        |          |  |  |              | Zhang Ning     | 5            | 11           | 11           |  |  |               |               |               |               |               |  |  |            |            |            |            |            |
|  |          | Susi Susanti    | 8        | 11       | 11       |  |  |              | Susi Susanti   | 11           | 2            | 6            |  |  |               |               |               |               |               |  |  |            |            |            |            |            |
|  |          | Kanako Yonekura | 11       | 2        | 3        |  |  |              |                |              |              |              |  |  | Zhang Ning    | 10            | 11            | 11            |               |  |  |            |            |            |            |            |
|  |          | Dai Yun         | 11       | 11       |          |  |  |              |                |              |              |              |  |  | Dai Yun       | 12            | 6             | 7             |               |  |  |            |            |            |            |            |
|  |          | Lin Chiu-yin    | 3        | 2        |          |  |  |              | Dai Yun        | 12           | 7            | 11           |  |  |               |               |               |               |               |  |  |            |            |            |            |            |
|  |          | Mette Pedersen  | 11       | 12       |          |  |  |              | Mette Pedersen | 9            | 11           | 1            |  |  |               |               |               |               |               |  |  |            |            |            |            |            |
|  |          | Aparna Popat    | 1        | 10       |          |  |  |              |                |              |              |              |  |  | Zhang Ning    | 12            | 11            |               |               |  |  |            |            |            |            |            |
|  |          | Gong Zhichao    | 11       | 11       |          |  |  |              |                |              |              |              |  |  | Gong Zhichao  | 10            | 8             |               |               |  |  |            |            |            |            |            |
|  |          | Mette Sørensen  | 6        | 4        |          |  |  |              | Gong Zhichao   | 11           | 11           |              |  |  |               |               |               |               |               |  |  |            |            |            |            |            |
|  |          | Kelly Morgan    | 11       | 11       |          |  |  |              | Kelly Morgan   | 4            | 7            |              |  |  |               |               |               |               |               |  |  |            |            |            |            |            |
|  |          | Law Pei Pei     | 0        | 4        |          |  |  |              |                |              |              |              |  |  | Gong Zhichao  | 11            | 11            |               |               |  |  |            |            |            |            |            |
|  |          | Kim Ji-hyun     | 11       | 11       |          |  |  |              |                |              |              |              |  |  | Kim Ji-hyun   | 3             | 2             |               |               |  |  |            |            |            |            |            |
|  |          | Lonneke Janssen | 7        | 4        |          |  |  |              | Kim Ji-hyun    | 12           | 11           |              |  |  |               |               |               |               |               |  |  |            |            |            |            |            |
|  |          | Takako Ida      | 11       | 11       |          |  |  |              | Takako Ida     | 11           | 7            |              |  |  |               |               |               |               |               |  |  |            |            |            |            |            |
|  |          | Kara Solmundson | 1        | 4        |          |  |  |              |                |              |              |              |  |  |               |               |               |               |               |  |  |            |            |            |            |            |

## Herrendoppel

### Qualifikation 1. Runde
- Fumihiko Machida /  Seiichi Watanabe –  Adrian Hancox /  Gavin Simpson: 15-1 / 15-7
- Joachim Fischer Nielsen /  Ulrik Nørgaard –  Lee Clapham /  Mark King: 15-7 / 11-15 / 15-2
- Orri Orn Arnason /  Sveinn Sölvason –  Paul Hinder /  S. Locke: 17-14 / 18-16
- Martin Lundgaard Hansen /  Janek Roos –  Matthew Hemsley /  Tim Willis: 15-5 / 15-2
- Tam Lok Tin /  Wong Nam Wah –  Andrew Clist /  Martin Wells: 15-8 / 15-9
- Adrian Casey /  Tony Cole –  Mark Lever /  Luke Winstanley: 15-4 / 15-4
- Yu Jinhao /  Zhu Feng –  Indridi Bjornsson /  Ástvaldur Heiðarsson: 15-2 / 15-11

### Qualifikation 2. Runde
- Fumihiko Machida /  Seiichi Watanabe –  Joachim Fischer Nielsen /  Ulrik Nørgaard: 15-10 / 15-8
- Kasper Fangel /  Kasper Ødum –  Orri Orn Arnason /  Sveinn Sölvason: 15-11 / 17-14
- Martin Lundgaard Hansen /  Janek Roos –  Tam Lok Tin /  Wong Nam Wah: 15-4 / 15-4
- Yu Jinhao /  Zhu Feng –  Adrian Casey /  Tony Cole: 15-8 / 15-4

### 1. Runde
- Simon Archer /  Chris Hunt –  Bruce Flockhart /  David Gilmour: 15-4 / 15-6
- Ha Tae-kwon /  Kim Dong-moon –  Tam Kai Chuen /  Yau Tsz Yuk: 15-3 / 15-1
- Dennis Lens /  Quinten van Dalm –  Chris Davies /  Matthew Hughes: 15-3 / 15-8
- Yuzo Kubota /  Shinji Ohta –  Alexander Book /  Antti Viitikko: 17-14 / 15-4
- Jaseel P. Ismail /  Vijaydeep Singh –  Valeriy Strelcov /  Konstantin Tatranov: 11-15 / 18-17 / 15-9
- James Anderson /  Ian Sullivan –  Alastair Gatt /  Craig Robertson: 11-15 / 18-13 / 15-6
- Chan Chong Ming /  Jeremy Gan –  John Leung /  Richard Vaughan: 15-9 / 7-15 / 15-12
- András Piliszky /  Ove Svejstrup –  Richard Doling /  Neil Waterman: 15-4 / 15-1
- Siripong Siripool /  Pramote Teerawiwatana –  Andrew Groves-Burke /  Geraint Lewis: 15-0 / 15-3
- Julian Robertson /  Nathan Robertson –  David Bamford /  Peter Blackburn: 15-9 / 6-15 / 15-6
- Jesper Mikla /  Lars Paaske –  Nick Ponting /  John Quinn: 9-15 / 15-12 / 15-6
- Rosman Razak /  Tan Kim Her –  Patrick Boonen /  David Vandewinkel: 15-2 / 15-1
- Patrick Ejlerskov /  Michael Lamp –  Anthony Clark /  Ian Pearson: 16-18 / 18-16 / 17-15
- Russell Hogg /  Kenny Middlemiss –  Njörður Ludvigsson /  Tryggvi Nielsen: 4-15 / 15-10 / 15-7
- Yang Ming /  Zhang Jun –  Graham Hurrell /  Peter Jeffrey: 15-9 / 15-3
- Keita Masuda /  Tadashi Ohtsuka –  Mike Beres /  Bryan Moody: 15-8 / 15-10

### 2. Runde
- Tony Gunawan /  Candra Wijaya –  Wong Ewee Mun /  Yap Kim Hock: 18-16 / 15-10
- Ha Tae-kwon /  Kim Dong-moon –  Simon Archer /  Chris Hunt: 15-12 / 15-7
- Yu Jinhao /  Zhu Feng –  Jon Holst-Christensen /  Michael Søgaard: 15-9 / 15-2 / 17-16
- Yuzo Kubota /  Shinji Ohta –  Dennis Lens /  Quinten van Dalm: 15-12 / 15-8
- Ricky Subagja /  Rexy Mainaky –  Jim Laugesen /  Thomas Stavngaard: 15-5 / 8-15 / 15-7
- James Anderson /  Ian Sullivan –  Jaseel P. Ismail /  Vijaydeep Singh: 15-13 / 15-12
- Liu Yong /  Zhang Wei –  Iain Sydie /  Darryl Yung: 15-10 / 12-15 / 15-9
- Chan Chong Ming /  Jeremy Gan –  András Piliszky /  Ove Svejstrup: 15-9 / 15-4
- Siripong Siripool /  Pramote Teerawiwatana –  Julian Robertson /  Nathan Robertson: 5-15 / 15-12 / 15-10
- Jens Eriksen /  Jesper Larsen –  Liu Kwok Wa /  Ma Che Kong: 17-14 / 15-7
- Rosman Razak /  Tan Kim Her –  Jesper Mikla /  Lars Paaske: 15-9 / 17-14
- Lee Dong-soo /  Yoo Yong-sung –  Sydney Lengagne /  David Toupé: 15-2 / 15-1
- Russell Hogg /  Kenny Middlemiss –  Patrick Ejlerskov /  Michael Lamp: 15-7 / 16-17 / 15-7
- Choong Tan Fook /  Lee Wan Wah –  Fumihiko Machida /  Seiichi Watanabe: 15-4 / 15-9
- Yang Ming /  Zhang Jun –  Keita Masuda /  Tadashi Ohtsuka: 15-9 / 15-11
- S. Antonius Budi Ariantho /  Eng Hian –  Peder Nissen /  Jonas Rasmussen: 15-11 / 15-11

### Achtelfinale
- Tony Gunawan /  Candra Wijaya –  Ha Tae-kwon /  Kim Dong-moon: 7-15 / 15-4 / 15-8
- Yu Jinhao /  Zhu Feng –  Yuzo Kubota /  Shinji Ohta: 13-18 / 15-6 / 15-1
- Ricky Subagja /  Rexy Mainaky –  James Anderson /  Ian Sullivan: 15-7 / 15-4
- Liu Yong /  Zhang Wei –  Chan Chong Ming /  Jeremy Gan: 15-2 / 15-7
- Siripong Siripool /  Pramote Teerawiwatana –  Jens Eriksen /  Jesper Larsen: 15-8 / 15-9
- Lee Dong-soo /  Yoo Yong-sung –  Rosman Razak /  Tan Kim Her: 15-13 / 15-6
- Choong Tan Fook /  Lee Wan Wah –  Russell Hogg /  Kenny Middlemiss: 15-6 / 15-3
- Yang Ming /  Zhang Jun –  S. Antonius Budi Ariantho /  Eng Hian: 15-10 / 15-6

### Viertelfinale
- Ricky Subagja /  Rexy Mainaky –  Liu Yong /  Zhang Wei: 15-12 / 10-15 / 15-5
- Lee Dong-soo /  Yoo Yong-sung –  Siripong Siripool /  Pramote Teerawiwatana: 15-5 / 15-6
- Choong Tan Fook /  Lee Wan Wah –  Yang Ming /  Zhang Jun: 15-6 / 15-4
- Tony Gunawan /  Candra Wijaya –  Yu Jinhao /  Zhu Feng: w.o.

### Halbfinale
- Tony Gunawan /  Candra Wijaya –  Ricky Subagja /  Rexy Mainaky: 15-10 / 15-10
- Lee Dong-soo /  Yoo Yong-sung –  Choong Tan Fook /  Lee Wan Wah: 15-2 / 15-11

### Finale
- Lee Dong-soo /  Yoo Yong-sung –  Tony Gunawan /  Candra Wijaya: 15-10 / 15-10

## Damendoppel

### Qualifikation 1. Runde
- Joanne Goode /  Donna Kellogg –  Aslaug Hinriksdottir /  Brynja Pétursdóttir: 15-1 / 15-0
- Akiko Nakashima /  Chihiro Ohsaka –  Kirsteen McEwan /  Line Molander: 15-6 / 15-5
- Law Pei Pei /  Lee Yin Yin –  Chen Yueh-ying /  Jaw Hua-ching: 15-6 / 15-7
- Viktoria Evtushenko /  Anna Khomenko –  Birna Gudbjartsdottir /  Olof Olafsdottir: 15-6 / 15-4
- Neelima Chowdary /  Pooja Parikh –  Tracey Middleton /  Karen Peatfield: 2-15 / 17-16 / 18-17
- Saori Itoh /  Yasuko Mizui –  Chien Yu-chin /  Lin Chiu-yin: 15-2 / 15-8

### Qualifikation 2. Runde
- Joanne Goode /  Donna Kellogg –  Akiko Nakashima /  Chihiro Ohsaka: 15-11 / 15-8
- Miho Tanaka /  Kanako Yonekura –  Law Pei Pei /  Lee Yin Yin: 15-7 / 15-1
- Viktoria Evtushenko /  Anna Khomenko –  Neelima Chowdary /  Pooja Parikh: 15-10 / 15-2
- Saori Itoh /  Yasuko Mizui –  Ella Diehl /  Irina Yakusheva: 15-6 / 15-9

### 1. Runde
- Qin Yiyuan /  Tang Yongshu –  Ann-Lou Jørgensen /  Tine Baun: 15-3 / 15-1
- Monique Hoogland /  Erica van den Heuvel –  Gail Emms /  Rebecca Pantaney: 15-8 / 15-13
- Indarti Issolina /  Deyana Lomban –  Nichola Beck /  Joanne Davies: 15-10 / 15-10
- Rikke Olsen /  Marlene Thomsen –  Tracey Hallam /  Alison Reed: 15-1 / 15-1
- Tammy Jenkins /  Rhona Robertson –  Katie Howell /  Gail Osborne: 15-3 / 18-13
- Huang Nanyan /  Liu Zhong –  Lorraine Cole /  Joanne Nicholas: 15-8 / 15-7
- Jang Hye-ock /  Ra Kyung-min –  Saori Itoh /  Yasuko Mizui: 15-6 / 15-3
- Joanne Goode /  Donna Kellogg –  Ella Tripp /  Sara Sankey: 18-14 / 15-12
- Ann Jørgensen /  Majken Vange –  Rhonda Cator /  Sheree Jefferson: 15-11 / 15-4
- Chor Hooi Yee /  Lim Pek Siah –  Elinor Middlemiss /  Sandra Watt: 9-15 / 15-9 / 18-15
- Eliza Nathanael /  Zelin Resiana –  Sarah Hardaker /  Justine Willmott: 15-2 / 15-5
- Felicity Gallup /  Joanne Muggeridge –  Christina Sørensen /  Mette Sørensen: 18-16 / 15-13
- Yoshiko Iwata /  Haruko Matsuda –  Catrine Bengtsson /  Margit Borg: 5-15 / 15-9 / 15-0
- Pernille Harder /  Helene Kirkegaard –  Milaine Cloutier /  Robbyn Hermitage: 15-5 / 15-6
- Ge Fei /  Gu Jun –  Lotte Jonathans /  Nicole van Hooren: 15-5 / 15-6
- Britta Andersen /  Mette Schjoldager –  Chen Li-chin /  Tsai Hui-min: w.o.

### Achtelfinale
- Qin Yiyuan /  Tang Yongshu –  Monique Hoogland /  Erica van den Heuvel: 15-7 / 15-1
- Indarti Issolina /  Deyana Lomban –  Britta Andersen /  Mette Schjoldager: 15-9 / 15-1
- Rikke Olsen /  Marlene Thomsen –  Tammy Jenkins /  Rhona Robertson: 15-1 / 15-9
- Jang Hye-ock /  Ra Kyung-min –  Huang Nanyan /  Liu Zhong: 15-11 / 15-4
- Ann Jørgensen /  Majken Vange –  Joanne Goode /  Donna Kellogg: 15-12 / 17-15
- Eliza Nathanael /  Zelin Resiana –  Chor Hooi Yee /  Lim Pek Siah: 15-5 / 15-8
- Yoshiko Iwata /  Haruko Matsuda –  Felicity Gallup /  Joanne Muggeridge: 15-6 / 15-6
- Ge Fei /  Gu Jun –  Pernille Harder /  Helene Kirkegaard: 15-10 / 15-3

### Viertelfinale
- Qin Yiyuan /  Tang Yongshu –  Indarti Issolina /  Deyana Lomban: 15-4 / 15-9
- Jang Hye-ock /  Ra Kyung-min –  Rikke Olsen /  Marlene Thomsen: 7-15 / 15-8 / 15-6
- Eliza Nathanael /  Zelin Resiana –  Ann Jørgensen /  Majken Vange: 15-10 / 15-1
- Ge Fei /  Gu Jun –  Yoshiko Iwata /  Haruko Matsuda: 15-2 / 15-4

### Halbfinale
- Jang Hye-ock /  Ra Kyung-min –  Qin Yiyuan /  Tang Yongshu: 17-15 / 15-5
- Ge Fei /  Gu Jun –  Eliza Nathanael /  Zelin Resiana: 15-7 / 15-8

### Finale
- Ge Fei /  Gu Jun –  Jang Hye-ock /  Ra Kyung-min: 15-7 / 15-7

## Mixed

### 1. Runde
- Kim Dong-moon /  Ra Kyung-min –  Lars Paaske /  Anne Søndergaard: 15-9 / 15-5
- Simon Archer /  Joanne Goode –  Ian Sullivan /  Gail Emms: 15-3 / 15-3
- Bambang Suprianto /  Rosalina Riseu –  Peter Blackburn /  Rhonda Cator: 15-10 / 15-5
- Jonas Rasmussen /  Ann-Lou Jørgensen –  Mike Beres /  Kara Solmundson: 15-13 / 15-8
- Quinten van Dalm /  Nicole van Hooren –  Chen Gang /  Tang Yongshu: 8-15 / 15-11 / 15-12
- Nathan Robertson /  Lorraine Cole –  Peder Nissen /  Mette Schjoldager: 15-11 / 15-8
- Jon Holst-Christensen /  Ann Jørgensen –  Ian Pearson /  Sarah Hardaker: 15-2 / 15-7
- Kenny Middlemiss /  Elinor Middlemiss –  Bryan Moody /  Milaine Cloutier: 15-7 / 15-3
- Chan Chong Ming /  Lim Pek Siah –  Peter Jeffrey /  Ella Tripp: 4-15 / 15-7 / 15-9
- Tri Kusharyanto /  Minarti Timur –  Janek Roos /  Helene Kirkegaard: 15-6 / 15-10
- Iain Sydie /  Denyse Julien –  James Anderson /  Sara Sankey: 15-10 / 15-4
- Michael Keck /  Erica van den Heuvel –  Jens Eriksen /  Marlene Thomsen: 15-11 / 15-12
- Nikolai Sujew /  Ella Diehl –  Norbert van Barneveld /  Lotte Jonathans: 15-9 / 15-7
- Michael Søgaard /  Rikke Olsen –  Chris Hunt /  Donna Kellogg: 18-15 / 15-0
- Brent Olynyk /  Robbyn Hermitage –  Ove Svejstrup /  Britta Andersen: 9-15 / 17-14 / 15-8
- Liu Yong /  Ge Fei –  Fumihiko Machida /  Yasuko Mizui: 15-7 / 15-0

### Achtelfinale
- Kim Dong-moon /  Ra Kyung-min –  Simon Archer /  Joanne Goode: 15-7 / 15-8
- Bambang Suprianto /  Rosalina Riseu –  Jonas Rasmussen /  Ann-Lou Jørgensen: 15-11 / 15-12
- Quinten van Dalm /  Nicole van Hooren –  Nathan Robertson /  Lorraine Cole: 15-13 / 15-11
- Jon Holst-Christensen /  Ann Jørgensen –  Kenny Middlemiss /  Elinor Middlemiss: 15-7 / 15-9
- Tri Kusharyanto /  Minarti Timur –  Chan Chong Ming /  Lim Pek Siah: 15-5 / 15-3
- Michael Keck /  Erica van den Heuvel –  Iain Sydie /  Denyse Julien: 15-5 / 15-3
- Michael Søgaard /  Rikke Olsen –  Nikolai Sujew /  Ella Diehl: 15-7 / 15-5
- Liu Yong /  Ge Fei –  Brent Olynyk /  Robbyn Hermitage: 15-3 / 15-3

### Viertelfinale
- Kim Dong-moon /  Ra Kyung-min –  Bambang Suprianto /  Rosalina Riseu: 15-6 / 15-9
- Jon Holst-Christensen /  Ann Jørgensen –  Quinten van Dalm /  Nicole van Hooren: 15-5 / 15-9
- Tri Kusharyanto /  Minarti Timur –  Michael Keck /  Erica van den Heuvel: 11-15 / 15-7 / 18-17
- Michael Søgaard /  Rikke Olsen –  Liu Yong /  Ge Fei: 11-15 / 15-8 / 15-3

### Halbfinale
- Kim Dong-moon /  Ra Kyung-min –  Jon Holst-Christensen /  Ann Jørgensen: 15-5 / 15-9
- Michael Søgaard /  Rikke Olsen –  Tri Kusharyanto /  Minarti Timur: 15-5 / 15-4

### Finale
- Kim Dong-moon /  Ra Kyung-min –  Michael Søgaard /  Rikke Olsen: 15-2 / 11-15 / 15-5